# Hymetrochota topsenti
Hymetrochota topsenti är en svampdjursart som först beskrevs av Burton 1930.  Hymetrochota topsenti ingår i släktet Hymetrochota och familjen Iotrochotidae.
Artens utbredningsområde är Norge. Inga underarter finns listade i Catalogue of Life.